# Ice Age 2 (jogo eletrônico)
Ice Age 2: The Meltdown é jogo eletrônico baseado no  filme de mesmo nome. Foi desenvolvido pela Eurocom e publicado pela Vivendi Games. A versão de Wii foi lançada pouco após o lançamento do console.

## Enredo
Neste jogo, Scrat se envolve com os eventos do filme e está coletando nozes enquanto interage com algumas personagens, sendo que algumas o ajudarão em sua missão. O jogo inicia mostrando os cenários cheios de gelo, como no início do filme. Mais tarde, Scrat explora outras áreas, como uma floresta, o corpo de um réptil marinho, um pântano, um vulcão, entre outros.
No jogo, Scrat ocasionalmente se alia com outros personagens principais e, em certos momentos, é possível controlar Sid e Diego. Animais vistos em certas partes do filme normalmente são vistos como adversários ou (no caso do pássaro vermelho do pântano) uma forma de conseguir a próxima noz necessária para progredir. Várias criaturas do jogo não são vistas no filme e vice-versa.

## Elenco
- Ray Romano como Manny
- John Leguizamo como Sid
- Denis Leary como Diego
- Chris Wedge como Scrat
- Queen Latifah/Debra Wilson como Ellie
- Seann William Scott e Josh Peck como Crash e Eddie
- Jay Leno como Tony Rápido
- Alex Sullivan como James
- Alan Tudyk como Cholly
- Tara Strong como Moeritherium #1
- Grey DeLisle como Moeritherium #2 / mãe abutre
- Andrew Bowen como Vozes Adicionais
- Jess Harnell como Vozes Adicionais

## Crítica
Metacritic deu à versão de Wii do jogo uma avaliação média/mista de 66/100, beaseada em nove avaliações.. A versão de PlayStation 2 recebeu uma pontuação de 68/100, baseada em 19 avaliações.